# Список правителей Испании

Штандарт Филиппа VI

Список правителей Испании включает носителей установленного в 1869 году титула короля Испании (исп. Rey de España). Также в список вошли монархи династической унии Кастилии и Арагона, заключённой в 1479 году, которые с 1496 года стали использовать официальный титул католического короля (исп. Rey Católico), монархи унитарного государства после объединения двух королевств в 1716 году, принявшие титул короля Испаний и Индий (исп. Rey de las Españas y de las Indias), который не имел конституционного статуса до 1808 года, и лица, занимавшие различные государственные должности и управлявшие страной во время междуцарствий и ликвидации монархии с последующим установлением республиканского строя.
Согласно действующей редакции конституции от 15 февраля 2024 года Король Испании (исп. Rey de España) назначает и отстраняет членов Правительства, представляет государство на международной арене, имеет право заключать и ратифицировать договоры, подписывает законы, промульгирует их и распоряжается об их немедленном опубликовании. Наследование трона, вакантного по причине смерти монарха или его отречения, осуществляется по кастильской системе (когнатической примогенитуре): с предпочтением предшествующей родственной линии более дальней; в случае одинаковой линии — близкого родства более дальнему; при одной и той же степени родства — мужчины перед женщиной; в случае одного пола — старшего по возрасту перед младшим.
Использованная в первом столбце таблиц нумерация является условной; также условным является использование в первом столбце цветовой заливки, служащей для упрощения восприятия принадлежности лиц к различным политическим силам без необходимости обращения к столбцу, отражающему партийную принадлежность. Наряду с партийной принадлежностью, в столбце «Партия» также отражён беспартийный статус персоналий. Порядковые номера испанских монархов продолжают нумерацию правителей отдельных средневековых пиренейских королевств. Для удобства список разделён на принятые в испанской историографии периоды истории страны (помимо этого, раздел «Испанская монархия» разбит на три периода: династической унии Кастилии и Арагона под управлением различных монархов, де-факто личной унии двух королевств с одним монархом и унитарного государства). Приведённые в преамбулах к каждому из разделов описания этих периодов призваны пояснить особенности политической жизни страны. До 5 (15) октября 1582 года, когда Испания перешла на григорианский календарь, приведены юлианские даты.

## Испанская монархия (династическая уния, 1479—1516)
В 1469 году был заключён брак между принцем Фердинандом (сыном арагонского короля) и принцессой Изабеллой (сестрой кастильского короля), являвшимися троюродными братом и сестрой из династии Трастамара. В 1474 году Изабелла унаследовала кастильский трон, в 1479 году Фердинанд — арагонский. В результате оформилась династическая уния Кастилии и Арагона — Испанская монархия (исп. Monarquía Hispánica; термин появился в XX веке). Однако их объединение не привело к политической консолидации. До XVIII века государства сохраняли собственные институты власти, законы и системы налогообложения. В 1504 году после смерти Изабеллы I кастильский трон перешёл к её дочери Хуане, признанной в 1506 году неспособной управлять государственными делами. 23 января 1516 года умер Фердинанд II, указавший в своём завещании номинальной преемницей арагонского престола Хуану и назначивший её сына Карлоса губернатором и администратором Кастилии и генерал-губернатором Арагона.
| Кастильская корона | Кастильская корона                   | Кастильская корона | Кастильская корона | Кастильская корона |         | Арагонская корона                                                          | Арагонская корона | Арагонская корона | Арагонская корона | Арагонская корона |
| Портрет            | Имя (годы жизни)                     | Правление          | Правление          | Пр.                | Портрет | Имя (годы жизни)                                                           | Правление         | Правление         | Пр.               |                   |
| Портрет            | Имя (годы жизни)                     | Начало             | Окончание          | Пр.                | Портрет | Имя (годы жизни)                                                           | Начало            | Окончание         | Пр.               |                   |
| ------------------ | ------------------------------------ | ------------------ | ------------------ | ------------------ | ------- | -------------------------------------------------------------------------- | ----------------- | ----------------- | ----------------- | ----------------- |
|                    | Изабелла I (1451—1504) исп. Isabel I | 11 декабря 1474    | 26 ноября 1504     | [ 5 ] [ 6 ]        |         | Фердинанд II (1452—1516) араг. Ferrando II кат. Ferran II исп. Fernando II | 20 января 1479    | 23 января 1516    | [ 7 ] [ 8 ]       |                   |
|                    | Хуана I (1479—1555) исп. Juana I     | 26 ноября 1504     | 12 апреля 1555     | [ 9 ] [ 10 ]       |         | Хуана I (1479—1555) араг. Chuana I кат. Joana I исп. Juana I               | 23 января 1516    | 12 апреля 1555    | [ 9 ] [ 10 ]      |                   |

## Испанская монархия (личная уния, 1516—1716)
23 января 1516 года умер король Арагона Фердинанд II. Ранее, 22 января, он составил завещание, по которому номинальной преемницей арагонского престола становилась его дочь Хуана, а её сын Карлос назначался губернатором и администратором Кастилии и генерал-губернатором Арагона ввиду неспособности матери управлять государственными делами. Находившегося в Брабанте Карлоса фламандская знать призывала принять титул короля Кастилии и Арагона, что являлось незаконным, поскольку он мог занять трон только после смерти Хуаны. 4 марта Совет Кастилии направил Карлосу письмо с требованием не принимать титул. Однако уже 14 марта в Соборе Святого Михаила и Гудулы в Брюсселе герольды провозгласили Карлоса и Хуану католическими королями (исп. Reyes Católicos). Самопровозглашённого монарха начали признавать в королевствах унии: Кастилии (9 февраля 1518 года), Арагоне (29 июля 1518 года), Каталонии (16 апреля 1519 года) и Валенсии (16 мая 1528 года). В 1519 году Карл I был избран императором Священной Римской империи (под именем Карла V).
В 1554—1556 годах Карл I постепенно разделил владения дома Габсбург между испанской и австрийской линиями. Его сын Филипп получил Неаполь (25 июля 1554 года), Нидерланды (25 октября 1555 года), владения Кастильской и Арагонской корон (16 января 1556 года) и Бургундию (10 июня 1556 года), а брат Фердинанд унаследовал в августе 1556 года, помимо австрийских владений в 1521 году, титул императора Священной Римской империи (что юридически было закреплено в феврале 1558 года). В 1580 году в результате династического кризиса Филиппу II удалось занять португальский трон, образовав таким образом личную унию и распространив свою власть в том числе и на португальские колонии в Америке, Африке и Азии. Несмотря на это в самой Испании усугубилось социально-экономическое и внешнеполитическое положение. Период правления Филиппа III и Филиппа IV прошёл под знаком глубокого спада, охватившего все сферы экономики. В 1640 году Португалия провозгласила независимость. В соответствии с Мюнстерским договором 1648 года, завершившим Восьмидесятилетнюю войну, Испания признала независимость Республики Соединённых провинций. По условиям Пиренейского мирного договора 1659 года страна уступила Франции часть Люксембурга и Артуа, Руссильон и Сердань.
В 1700 году умер бездетный Карл II, на котором пресеклась испанская ветвь династии Габсбург. Европейские державы оспорили его завещание, по которому наследником испанского трона являлся внук французского короля Филипп Анжуйский из династии Бурбонов, и выдвинули своего претендента — сына императора Священной Римской империи Карла Габсбурга. В условиях династического кризиса между Кастилией и Францией с одной стороны, и коалицией из Священной Римской империи, Великобритании, Голландии и Арагона, признавшего Карла королём, с другой, развернулась война за испанское наследство, по результатам которой в 1714 году сторонники Габсбургов признали Филиппа V королём Испании, однако страна лишилась своих владений в Нидерландах и Италии. В 1707—1716 годах в ответ на действия арагонских дворов король издал декреты, ликвидировавшие политические институты королевств Арагонской короны, преобразовав тем самым унию в централизованное государство.
|        | Портрет       | Имя (годы жизни)                       | Правление        | Правление                                                 | Династия                 | Наименование титула | Пр.                     |
| Начало | Портрет       | Имя (годы жизни)                       | Окончание        |                                                           | Династия                 | Наименование титула | Пр.                     |
| ------ | ------------- | -------------------------------------- | ---------------- | --------------------------------------------------------- | ------------------------ | --- | ----------------------- |
| —      |               | Карл I (1500—1558) исп. Carlos I       | 23 января 1516   | 14 марта 1516                                             | Габсбурги исп. Habsburgo | Губернатор и администратор Королевств Кастилии и Леона исп. Gobernador y Administrador de los Reinos de Castilla y León Генерал-губернатор Королевства Арагон исп. Gobernador General del Reino de Aragón | [ 17 ] [ 18 ]           |
| 1      | 14 марта 1516 | Карл I (1500—1558) исп. Carlos I       | 16 января 1556   | Католический король исп. Rey Católico лат. Rex Catholicus | Габсбурги исп. Habsburgo | | [ 17 ] [ 18 ]           |
| 2      |               | Филипп II (1527—1598) исп. Felipe II   | 16 января 1556   | Католический король исп. Rey Católico лат. Rex Catholicus | Габсбурги исп. Habsburgo | 13 сентября 1598 | [ 19 ] [ 20 ]           |
| 3      |               | Филипп III (1578—1621) исп. Felipe III | 13 сентября 1598 | Католический король исп. Rey Católico лат. Rex Catholicus | Габсбурги исп. Habsburgo | 31 марта 1621 | [ 21 ] [ 22 ]           |
| 4      |               | Филипп IV (1605—1665) исп. Felipe IV   | 31 марта 1621    | Католический король исп. Rey Católico лат. Rex Catholicus | Габсбурги исп. Habsburgo | 17 сентября 1665 | [ 23 ] [ 24 ]           |
| 5      |               | Карл II (1661—1700) исп. Carlos II     | 17 сентября 1665 | Католический король исп. Rey Católico лат. Rex Catholicus | Габсбурги исп. Habsburgo | 1 ноября 1700 | [ 25 ] [ 26 ]           |
| —      |               |                                        | 1 ноября 1700    | 16 ноября 1700                                            | Правительственная хунта  | Правительственная хунта | Правительственная хунта |
| 6      |               | Филипп V (1683—1746) исп. Felipe V     | 16 ноября 1700   | 16 января 1716                                            | Бурбоны исп. Borbón      | Католический король исп. Rey Católico лат. Rex Catholicus | [ 27 ] [ 28 ]           |

## Испанская монархия (унитарное государство, 1716—1873)
В ходе войны за испанское наследство дворы Арагона, Валенсии, Мальорки и Каталонии, находившихся под австрийской оккупацией, признали претендента на трон Карла Габсбурга королём Испании. В ответ на это после победы в сражении при Альмансе в апреле 1707 года и возвращения контроля над «восставшими» королевствами Арагоном и Валенсией Филипп V решил ликвидировать институты власти государств Арагонской короны. 15 июня французский посол Мишель-Жан Амело предложил королю Франции Людовику XIV, выступившему ранее с поддержкой его аболиционистской позиции в отношении фуэрос (привилегий) арагонских королевств, укрепившей бы абсолютную власть Филиппа V, воспользоваться военным временем, чтобы распространить кастильские законы на завоёванные территории Валенсии и Арагона, добавив, что их население получит преимущества, которые компенсируют им утрату привилегий. 29 июня Филипп V обнародовал в Мадриде два т. н. декрета Нуэва-Планта, согласно которым были отменены фуэрос королевств Арагона и Валенсии, ликвидированы местные политические структуры и институты власти, а государства фактически стали провинциями Кастилии. Аналогичная ситуация была с Мальоркой и Каталонией, которые также были инкорпорированы в Кастилию в соответствии с декретами от 28 ноября 1715 года и 16 января 1716 года. С реорганизацией институтов Кастилии уния двух корон окончательно была преобразована в централизованное испанское государство.
В условиях войны в октябре 1807 года был заключён договор о франко-испанском союзе в Фонтенбло, согласно которому французские войска получили право прохода через Испанию к границе с Португалией, фактически оккупировав северные области страны. Недовольство французским присутствием и экономическими проблемами спровоцировало мятеж в Аранхуэсе в марте 1808 года, в результате чего король Карл IV отрёкся от престола в пользу своего сына Фердинанда VII. Император французов Наполеон I, воспользовавшись династическим конфликтом, добился провозглашения королём Испании своего брата Жозефа Бонапарта. Это вызвало всеобщее недовольство и спровоцировало войну за независимость. В июле Иосиф I обнародовал Байоннский статут, провозглашавший Испанию конституционной монархией под властью Бонапартов. Организацию сопротивления французам взяла на себя Центральная верховная правящая хунта, позже — Регентский совет. Французы заняли почти всю Испанию, кроме Кадиса, но столкнулись с партизанской войной (герильей). В 1810 году в Кадисе были созваны общеиспанские кортесы, которые в 1812 году приняли конституцию, провозгласившую Испанию ограниченной монархией. В мае 1814 года после победы над французами Фердинанд VII вернулся в Испанию. Он восстановил абсолютизм, отменил конституцию 1812 года и вернул прежний социально-политический строй.
Последние годы правления Фердинанда VII, когда произошло формирование правительства как единого органа, именуют «зловещим десятилетием» восстановления абсолютизма после французской интервенции в поддержку короля, завершившей «свободное трёхлетие» возобновления в 1820—1823 годах действия конституции, принятой в 1812 году Кадисскими кортесами. Правление же Изабеллы II, начавшееся в 1833 году и завершённое Славной революцией, вынудившей её отправиться в изгнание в 1868 году, разделено на два больших этапа: годы несовершеннолетия (1833—1843 годы), в течение которого регентами правления были сначала её мать Мария Кристина де Бурбон, а затем генерал Бальдомеро Эспартеро, и самостоятельное правление, начавшееся с её судебной эмансипации по решению кортесов в 1843 году в возрасте 13 лет. На протяжении обеих периодов происходило формирование либерального государства в Испании.
В первые дни после изгнания 30 сентября 1868 года оставившей престол королевы Изабеллы II в стране отсутствовало общенациональное правительство, города и провинции управлялись местными революционными хунтами, среди которых важнейшую роль играла Временная революционная хунта Мадрида (исп. Junta Provisional Revolucionaria de Madrid): именно она провозгласила суверенитет народа и низложение королевы. Её состав во главе с Паскуалем Мадосом был утверждён на предшествовавших революции тайных собраниях, 3 октября преемником Мадоса был избран Хоакин Агирре де ла Пенья, в тот же день признавший главнокомандующим Серрано и попросивший его сформировать национальное правительство. 5 октября Агирре де ла Пенья возглавил видоизменённую Высшую революционную хунту Мадрида (исп. Junta Superior Revolucionaria de Madrid), продолжавшую работать и после формирования 8 октября временного правительства (исп. Gobierno Provisional) во главе с Серрано. Став 18 июня 1869 года регентом престола Серрано назначил президентом Совета министров Хуана Прима, обеспечившего избрание 16 ноября 1870 года новым королём представителя Савойского дома (итал. Casa Savoia, фр. Maison de Savoie) Амадея, герцога д’Аосты. 27 декабря Прим был ранен несколькими выстрелами при выходе из Кортесов и скончался через три дня (или от ранений, или был задушен), не дожив нескольких дней до присяги короля. Амадей прибыл в страну 2 января 1871 года и принёс присягу конституции через 2 дня, сразу утвердив главой правительства являвшегося до этого регентом престола Франсиско Серрано. Это правление, в течение которого согласно принципам конституционной монархии исполнительная власть, возглавляемая президентом Совета министров (исп. Presidente del Consejo de Ministros), отвечала перед Кортесами, завершилась отречением короля 11 февраля 1873 года после начала второй карлистской войны.
Курсивом и серым цветом выделены даты начала и окончания правления Карла IV, первоначально отрёкшегося, но впоследствии заявившего о продолжении правления, и Фердинанда VII, отрёкшегося под давлением Наполеона Бонапарта, но позже оспорившего свой акт об абдикации.
| | Портрет         | Имя (годы жизни)                                                            | Правление        | Правление | Династия                          | Наименование титула | Пр.           |
| Начало | Портрет         | Имя (годы жизни)                                                            | Окончание        | | Династия                          | Наименование титула | Пр.           |
| --- | --------------- | --------------------------------------------------------------------------- | ---------------- | --- | --------------------------------- | --- | ------------- |
| (6) |                 | Филипп V (1683—1746) исп. Felipe V                                          | 16 января 1716   | 15 января 1724 | Бурбоны исп. Borbón               | Милостью Божьей, король Испаний и Индий исп. Por la gracia de Dios, Rey de las Españas y de las Indias лат. Dei gratia Hispaniarum et Indiarum Rex | [ 27 ] [ 28 ] |
| 7 |                 | Луис I (1707—1724) исп. Luis I                                              | 15 января 1724   | 31 августа 1724 | Бурбоны исп. Borbón               | Милостью Божьей, король Испаний и Индий исп. Por la gracia de Dios, Rey de las Españas y de las Indias лат. Dei gratia Hispaniarum et Indiarum Rex | [ 50 ] [ 51 ] |
| С 31 августа по 6 сентября 1724 года — под управлением первого государственного секретаря Хуана Баутисты де Орендайна-и-Аспиликуэты (исп. Juan Bautista de Orendáin y Azpilicueta) |                 |                                                                             |                  | |                                   | |               |
| (6) |                 | Филипп V (1683—1746) исп. Felipe V                                          | 6 сентября 1724  | 9 июля 1746 | Бурбоны исп. Borbón               | Милостью Божьей, король Испаний и Индий исп. Por la gracia de Dios, Rey de las Españas y de las Indias лат. Dei gratia Hispaniarum et Indiarum Rex | [ 27 ] [ 28 ] |
| 8 |                 | Фердинанд VI (1713—1759) исп. Fernando VI                                   | 9 июля 1746      | 10 августа 1759 | Бурбоны исп. Borbón               | Милостью Божьей, король Испаний и Индий исп. Por la gracia de Dios, Rey de las Españas y de las Indias лат. Dei gratia Hispaniarum et Indiarum Rex | [ 52 ] [ 53 ] |
| С 10 по 18 августа 1759 года — под управлением первого государственного секретаря Рикардо Валя-и-Деверё (исп. Ricardo Wall y Devereux)                                             |                 |                                                                             |                  | |                                   | |               |
| 9 |                 | Карл III (1716—1788) исп. Carlos III                                        | 18 августа 1759  | 14 декабря 1788 | Бурбоны исп. Borbón               | Милостью Божьей, король Испаний и Индий исп. Por la gracia de Dios, Rey de las Españas y de las Indias лат. Dei gratia Hispaniarum et Indiarum Rex | [ 54 ] [ 55 ] |
| 10 |                 | Карл IV (1748—1819) исп. Carlos IV                                          | 14 декабря 1788  | 19 марта 1808 | Бурбоны исп. Borbón               | Милостью Божьей, король Испаний и Индий исп. Por la gracia de Dios, Rey de las Españas y de las Indias лат. Dei gratia Hispaniarum et Indiarum Rex | [ 56 ] [ 57 ] |
| — | 21 марта 1808   | Карл IV (1748—1819) исп. Carlos IV                                          | 5 мая 1808       | | Бурбоны исп. Borbón               | Милостью Божьей, король Испаний и Индий исп. Por la gracia de Dios, Rey de las Españas y de las Indias лат. Dei gratia Hispaniarum et Indiarum Rex | [ 56 ] [ 57 ] |
| 11 |                 | Фердинанд VII (1784—1833) исп. Fernando VII                                 | 19 марта 1808    | 6 мая 1808 | Бурбоны исп. Borbón               | Милостью Божьей, король Испаний и Индий исп. Por la gracia de Dios, Rey de las Españas y de las Indias лат. Dei gratia Hispaniarum et Indiarum Rex | [ 58 ] [ 59 ] |
| — |                 | Иоахим Мюрат (1767—1815) исп. Joaquín Murat                                 | 6 мая 1808       | 6 июня 1808 | Мюраты исп. Murat                 | Генерал-лейтенант королевства исп. Lugarteniente general del Reino                                                                                 | [ 60 ] [ 61 ] |
| 12 |                 | Иосиф I (1768—1844) исп. José I                                             | 6 июня 1808      | 7 июля 1808 | Бонапарты исп. Bonaparte          | Милостью Божьей, король Испаний и Индий исп. Por la gracia de Dios, Rey de las Españas y de las Indias лат. Dei gratia Hispaniarum et Indiarum Rex | [ 62 ] [ 63 ] |
| 12 | 7 июля 1808     | Иосиф I (1768—1844) исп. José I                                             | 11 декабря 1813  | Милостью Божьей и Конституцией государства, король Испаний и Индий исп. Por la gracia de Dios y la Constitución del Estado, Rey de las Españas y de las Indias  | Бонапарты исп. Bonaparte          | | [ 62 ] [ 63 ] |
| — |                 | Фердинанд VII (1784—1833) исп. Fernando VII                                 | 11 августа 1808  | 11 декабря 1813 | Бурбоны исп. Borbón               | Милостью Божьей, король Испаний и Индий исп. Por la gracia de Dios, Rey de las Españas y de las Indias                                             | [ 58 ] [ 59 ] |
| (11) | 11 декабря 1813 | Фердинанд VII (1784—1833) исп. Fernando VII                                 | 9 марта 1820     | | Бурбоны исп. Borbón               | Милостью Божьей, король Испаний и Индий исп. Por la gracia de Dios, Rey de las Españas y de las Indias                                             | [ 58 ] [ 59 ] |
| (11) | 9 марта 1820    | Фердинанд VII (1784—1833) исп. Fernando VII                                 | 1 октября 1823   | Милостью Божьей и Конституцией Испанской монархии, король Испаний исп. Por la gracia de Dios y la Constitución de la Monarquía Española, Rey de las Españas     | Бурбоны исп. Borbón               | | [ 58 ] [ 59 ] |
| (11) | 1 октября 1823  | Фердинанд VII (1784—1833) исп. Fernando VII                                 | 29 сентября 1833 | Милостью Божьей, король Испаний и Индий исп. Por la gracia de Dios, Rey de las Españas y de las Indias                                                          | Бурбоны исп. Borbón               | | [ 58 ] [ 59 ] |
| 13 |                 | Изабелла II (1830—1904) исп. Isabel II                                      | 29 сентября 1833 | 13 августа 1836 | Бурбоны исп. Borbón               | Милостью Божьей, королева Испаний и Индий исп. Por la gracia de Dios, Reina de las Españas y de las Indias                                         | [ 64 ] [ 65 ] |
| 13 | 13 августа 1836 | Изабелла II (1830—1904) исп. Isabel II                                      | 30 сентября 1868 | Милостью Божьей и Конституцией Испанской монархии, королева Испаний исп. Por la gracia de Dios y la Constitución de la Monarquía Española, Reina de las Españas | Бурбоны исп. Borbón               | | [ 64 ] [ 65 ] |
| — |                 | Паскуаль Мадос-э-Ибаньес (1806—1870) исп. Pascual Madoz e Ibáñez            | 30 сентября 1868 | 3 октября 1868 | —                                 | Председатель Временной революционной хунты Мадрида исп. Presidente de la Junta Provisional Revolucionaria de Madrid                                | [ 66 ]        |
| — |                 | Хоакин Агирре де ла Пенья (1805—1869) исп. Joaquín Aguirre de la Peña       | 3 октября 1868   | 5 октября 1868 | —                                 | Председатель Временной революционной хунты Мадрида исп. Presidente de la Junta Provisional Revolucionaria de Madrid                                | [ 67 ]        |
| — | 5 октября 1868  | Хоакин Агирре де ла Пенья (1805—1869) исп. Joaquín Aguirre de la Peña       | 8 октября 1868   | Председатель Высшей революционной хунты Мадрида исп. Presidente de la Junta Superior Revolucionaria de Madrid                                                   | —                                 | | [ 67 ]        |
| — |                 | Франсиско Серрано-и-Домингес (1810—1885) исп. Francisco Serrano y Domínguez | 8 октября 1868   | 25 февраля 1869 | —                                 | Председатель Временного правительства исп. Presidente del Gobierno Provisional                                                                     | [ 68 ] [ 69 ] |
| — | 25 февраля 1869 | Франсиско Серрано-и-Домингес (1810—1885) исп. Francisco Serrano y Domínguez | 18 июня 1869     | Председатель исполнительной власти по воле Суверенных кортесов исп. Presidente del Poder Ejecutivo por la Voluntad de las Cortes Soberanas                      | —                                 | | [ 68 ] [ 69 ] |
| — | 18 июня 1869    | Франсиско Серрано-и-Домингес (1810—1885) исп. Francisco Serrano y Domínguez | 4 декабря 1870   | Регент королевства по воле Суверенных кортесов исп. Regente del Reino por la Voluntad de las Cortes Soberanas                                                   | —                                 | | [ 68 ] [ 69 ] |
| 14 |                 | Амадей I (1845—1890) исп. Amadeo I                                          | 4 декабря 1870   | 11 февраля 1873 | Савойский дом исп. Casa de Saboya | Милостью Божьей и волей народа, король Испании исп. Por la gracia de Dios y la voluntad nacional, Rey de España                                    | [ 70 ] [ 71 ] |

## Испанская республика (1873—1874)
Первая республика была провозглашена Кортесами 11 февраля 1873 года после отречения короля Амадея I в условиях начавшейся второй карлистской войны. Провозгласив республику, Кортесы не успели выработать проект её организации; борьба между сторонниками федеративного и унитарного устройства республики вела к частой смене президентов и правительств и привела к государственному перевороту, совершённому 3 января 1874 года генералом Мануэлем Павией, генерал-капитаном центральной провинции Кастилья-ла-Нуэвы, разогнавшего федералистский конгресс депутатов и обеспечившего формирование правительства унитаристов во главе с Франсиско Серрано.
До 26 февраля 1874 года председатель правительства республики (исп. Presidente del Gobierno de la República), являясь де-факто главой государства, непосредственно формировал правительство. Позже Серрано, установивший свою диктатуру в качестве президента исполнительной власти республики (исп. Presidente del Poder Ejecutivo de la República), возобновил назначение президентов Совета министров (исп. Presidente del Consejo de Ministros).
|         | Портрет         | Имя (годы жизни)                                                            | Полномочия             | Полномочия                                                                                     | Партия                 | Наименование должности                                                                                            | Пр.           |
| Начало  | Портрет         | Имя (годы жизни)                                                            | Окончание              |                                                                                                | Партия                 | Наименование должности                                                                                            | Пр.           |
| ------- | --------------- | --------------------------------------------------------------------------- | ---------------------- | ---------------------------------------------------------------------------------------------- | ---------------------- | --- | ------------- |
| —       |                 | Николас Мария Риверо (1814—1878) исп. Nicolás María Rivero                  | 11 февраля 1873        | 12 февраля 1873                                                                                | беспартийный           | Председатель Национального собрания исп. Presidente de la Asamblea Nacional                                       | [ 73 ] [ 74 ] |
| 15 (I)  |                 | Эстанислао Фигерас-и-Морагас (1819—1882) исп. Estanislao Figueras y Moragas | 12 февраля 1873        | 24 февраля 1873                                                                                | Демократическая партия | Президент исполнительной власти Республики исп. Presidente del Poder Ejecutivo de la República                    | [ 75 ] [ 76 ] |
| —       |                 | Кристино Мартос-и-Бальбо (1830—1893) исп. Cristino Martos y Balbi           | 24 февраля 1873 (часы) | 24 февраля 1873 (часы)                                                                         | беспартийный           | Председатель Национального собрания исп. Presidente de la Asamblea Nacional                                       | [ 77 ] [ 78 ] |
| и. о.   |                 | Эстанислао Фигерас-и-Морагас (1819—1882) исп. Estanislao Figueras y Moragas | 24 февраля 1873 (часы) | 24 февраля 1873 (часы)                                                                         | Демократическая партия | Временный президент исполнительной власти Республики исп. Presidente interino del Poder Ejecutivo de la República | [ 75 ] [ 76 ] |
| 15 (II) | 24 февраля 1873 | Эстанислао Фигерас-и-Морагас (1819—1882) исп. Estanislao Figueras y Moragas | 11 июня 1873           | Президент исполнительной власти Республики исп. Presidente del Poder Ejecutivo de la República | Демократическая партия | | [ 75 ] [ 76 ] |
| 16      |                 | Франсиско Пи-и-Маргаль (1824—1901) исп. Francisco Pi y Margall              | 11 июня 1873           | Президент исполнительной власти Республики исп. Presidente del Poder Ejecutivo de la República | 18 июля 1873           | Федеральная демократическая республиканская партия                                                                | [ 79 ] [ 80 ] |
| 17      |                 | Николас Сальмерон-и-Алонсо (1838—1910) исп. Nicolás Salmerón y Alonso       | 18 июля 1873           | Президент исполнительной власти Республики исп. Presidente del Poder Ejecutivo de la República | 7 сентября 1873        | Федеральная демократическая республиканская партия                                                                | [ 81 ] [ 82 ] |
| 18      |                 | Эмилио Кастелар-и-Риволи (1832—1899) исп. Emilio Castelar y Ripoll          | 7 сентября 1873        | Президент исполнительной власти Республики исп. Presidente del Poder Ejecutivo de la República | 3 января 1874          | Республиканско-унитарная партия                                                                                   | [ 83 ] [ 84 ] |
| 19      |                 | Франсиско Серрано-и-Домингес (1810—1885) исп. Francisco Serrano y Domínguez | 3 января 1874          | Президент исполнительной власти Республики исп. Presidente del Poder Ejecutivo de la República | 30 декабря 1874        | Либерально-консервативная партия                                                                                  | [ 68 ] [ 69 ] |

## Испанская монархия (1874—1931)
Последовавший за падением Первой республики период реставрации монархии принято определять как время между заявлением, сделанным 29 декабря 1874 года в Сагунто генералом Арсенио Мартинесом де Кампосом, повлёкшим восстановление на испанском престоле дома Бурбонов, и провозглашением 14 апреля 1931 года Второй республики. Основанная на конституции 1876 года парламентская система характеризовалась институциональной стабильностью и либеральной моделью государства, включавшей «очерёдность» (исп. Turnismo, мирное чередование у власти политических сил), способствовавшую созданию двухпартийной системы с доминирующими Либерально-консервативной и Либеральной партиями (претерпевшими разделение после смерти их основателей консерватора Антонио Кановаса дель Кастильо и либерала Пракседеса Матео Сагасты). Проходивший обучение в Королевском военном училище в английском Сандхерсте принц Альфонсо де Бурбон в ответ на поздравление Кановаса дель Кастильо с совершеннолетием, выражавшим готовность политического класса Испании на восстановление конституционной монархии, провозгласил 1 декабря 1874 года манифест о готовности принять престол и следовать предложенным либеральным и католическим принципам правления. Манифест был опубликован прессой 27 декабря, через два дня в Сагунто было поднято военное восстание, провозгласившее принца королём под именем Альфонсо XII. В ожидании прибытия короля восставшими было учреждено министерство-регентство (исп. ministerio-regencia) во главе с Кановасом дель Кастильо, 9 декабря 1875 года он же стал президентом Совета министров (исп. Presidente del Consejo de Ministros).
Парламентская политическая система была сломана в результате успешного государственного переворота, осуществлённого 13 сентября 1923 года военным губернатором Барселоны и начальником Барселонского военного округа генерал-лейтенантом Мигелем Примо де Риверой. Установленный режим считался переходным, король Альфонсо XIII передал власть военным после консультаций с большинства политиков. присоединившихся к целям провозглашённого Примо де Риверой манифеста. Королевскими указами было приостановлено действие конституции, распущены Кортесы, создана военная директория (исп. Directorio Militar) в составе восьми генералов и одного контр-адмирала, которые должны были консультировать занявшего пост главы правительства, президента военной директории (исп. Jefe del Gobierno, Presidente del Directorio Militar) Примо де Риверу по правительственным функциям и принятию указов, имеющих силу закона. Одним из элементов новой политической системы стало создание 14 апреля 1924 года единой партии Патриотический союз. 3 декабря 1925 года был восстановлен Совет министров с участием военных и гражданских лиц, известный как «гражданская директория» (исп. Directorio Civil), одновременно была заявлена цель институционализации идей корпоративизма как замены парламентаризму, в ноябре 1926 года была создана Национальная корпоративная организация (исп. Organización Corporativa Nacional), призванная регулировать трудовые и социальные отношения на этих принципах, вдохновлённых социальной доктриной Церкви под влиянием устройства фашистской Италии. Другим элементом этой системы стал созыв по королевскому декрету-закону от 12 сентября 1927 года Национальной консультационной ассамблеи (исп. Asamblea Nacional Consultiva), являвшейся «не законодательным органом, разделяющим суверенитет (…), а органом информации, споров и консультаций общего характера, сотрудничающим с правительством», призванным «подготовить и представить в течение трёх лет на основе предварительного проекта всеобъемлющее и всеобъемлющее законодательство» (заседания начались во дворце Кортесов 10 октября 1927 года и были завершены 15 февраля 1930 года). Однако опубликованный 5 июля 1929 года проект корпоративной конституции не нашёл поддержки и 14 апреля 1931 года Примо де Ривера подал в отставку. Последующие два правительства, руководимые военными, получили в прессе название «диктабланда» (исп. Dictablanda, от исп. blanda — «мягкий, слабый»), однако восстановления конституции 1876 года не произошло. В итоге прошедшие 12 апреля муниципальные выборы стали про-республиканским референдумом, победившие в крупнейших городах антимонархисты организовали массовые манифестации, вынудившие короля покинуть страну 14 апреля, в тот же день была провозглашена республика и создано её временное правительство.
|        | Портрет | Имя (годы жизни)                               | Правление       | Правление      | Династия            | Особенности титула | Пр.           |
| Начало | Портрет | Имя (годы жизни)                               | Окончание       |                | Династия            | Особенности титула | Пр.           |
| ------ | ------- | ---------------------------------------------- | --------------- | -------------- | ------------------- | --- | ------------- |
| 20     |         | Альфонсо XII (1857—1885) исп. Alfonso XII      | 31 декабря 1874 | 25 ноября 1885 | Бурбоны исп. Borbón | Милостью Божьей, конституционный король Испании исп. Por la gracia de Dios, Rey constitucional de España                      | [ 94 ] [ 95 ] |
| —      |         | Мария Кристина (1858—1929) исп. María Cristina | 25 ноября 1885  | 17 мая 1886    | Бурбоны исп. Borbón | Милостью Божьей и Конституцией, королева-регент Испании исп. Por la gracia de Dios y la Constitución, Reina Regente de España | [ 96 ] [ 97 ] |
| 21     |         | Альфонсо XIII (1886—1931) исп. Alfonso XIII    | 17 мая 1886     | 14 апреля 1931 | Бурбоны исп. Borbón | Милостью Божьей и Конституцией, король Испании исп. Por la gracia de Dios y la Constitución, Rey de España                    | [ 98 ] [ 99 ] |

## Испанская республика (1931—1939)
Состоявшиеся 12 апреля 1931 года муниципальные выборы стали про-республиканским референдумом, победившие в крупнейших городах антимонархисты организовали массовые манифестации, вынудившие короля покинуть страну 14 апреля, в тот же день была провозглашена республика и создано её временное правительство. В июне—июле прошли выборы в учредительные кортесы (исп. Cortes Constituyentes), принявшие 9 декабря республиканскую конституцию, заложившую основы демократических государственных институтов.
Вторая республика (исп. La Segunda República Española) была политически неустойчива под влиянием левого и правого радикализма: в январе 1933 года было подавлено восстание анархо-синдикалистов, в октябре 1934 года — революционное забастовочное движение, в Астурии вылившееся в рабочее восстание, в июле 1936 года (после победы Народного фронта на состоявшихся в феврале выборах) произошёл поддержанный Испанской фалангой военный путч, послуживший началом гражданской войны, приведшей к падению республики и установлению франкизма. Последним шагом к этому стал республиканский государственный переворот, совершённый 5—12 марта 1939 года, который возглавил полковник Сехисмундо Касадо, вынудивший последнего главу республиканского правительства Хуана Негрина бежать 6 марта во Францию, где он создал правительство в изгнании. Созданный в ходе переворота Национальный совет обороны не оказал сопротивления наступающим силам Франсиско Франко и прекратил деятельность 28 марта.
Курсивом и серым цветом выделены даты начала и окончания полномочий лиц, возглавлявших Испанское государство, находившееся в оппозиции республиканскому правительству и контролировавшее «национальную зону» в ходе гражданской войны.
|        | Портрет                                                                         | Имя (годы жизни) | Полномочия      | Полномочия                                                                                  | Партия                               | Наименование должности                                                                                    | Пр.             |
| Начало | Портрет                                                                         | Имя (годы жизни) | Окончание       |                                                                                             | Партия                               | Наименование должности                                                                                    | Пр.             |
| ------ | ------------------------------------------------------------------------------- | --- | --------------- | ------------------------------------------------------------------------------------------- | ------------------------------------ | --- | --------------- |
| —      |                                                                                 | Нисето Алькала-Самора-и-Торрес (1877—1949) исп. Niceto Alcalá-Zamora y Torres                                                   | 14 апреля 1931  | 30 июля 1931                                                                                | Республиканская либеральная правая   | Председатель Временного правительства Республики исп. Presidente del Gobierno Provisional de la República | [ 115 ] [ 116 ] |
| —      | 30 июля 1931                                                                    | Нисето Алькала-Самора-и-Торрес (1877—1949) исп. Niceto Alcalá-Zamora y Torres                                                   | 14 октября 1931 | Председатель Правительства Республики исп. Presidente del Gobierno de la República Española | Республиканская либеральная правая   | | [ 115 ] [ 116 ] |
| —      |                                                                                 | Мануэль Асанья-и-Диас (1880—1940) исп. Manuel Azaña y Díaz                                                                      | 14 октября 1931 | Председатель Правительства Республики исп. Presidente del Gobierno de la República Española | 11 декабря 1931                      | Республиканское действие                                                                                  | [ 117 ] [ 118 ] |
| 22     |                                                                                 | Нисето Алькала-Самора-и-Торрес (1877—1949) исп. Niceto Alcalá-Zamora y Torres                                                   | 11 декабря 1931 | 7 апреля 1936                                                                               | Прогрессивная республиканская партия | Президент Республики исп. Presidente de la República                                                      | [ 115 ] [ 116 ] |
| и. о.  |                                                                                 | Диего Мартинес Баррио (1883—1962) исп. Diego Martínez Barrio                                                                    | 8 апреля 1936   | 11 мая 1936                                                                                 | Республиканский союз                 | Временный президент Республики исп. Presidente interino de la República                                   | [ 119 ] [ 120 ] |
| 23     |                                                                                 | Мануэль Асанья-и-Диас (1880—1940) исп. Manuel Azaña y Díaz                                                                      | 11 мая 1936     | 3 марта 1939                                                                                | Республиканская левая                | Президент Республики исп. Presidente de la República                                                      | [ 117 ] [ 118 ] |
| —      |                                                                                 | Хосе Мьяха Менант (1878—1958) исп. José Miaja Menant                                                                            | 5 марта 1939    | 27 марта 1939                                                                               | военный                              | Председатель Национального совета обороны исп. Presidente del Consejo Nacional de Defensa                 | [ 121 ] [ 122 ] |
| —      |                                                                                 | Мигель Кабанельяс-и-Феррер (1872—1938) исп. Miguel Cabanellas y Ferrer                                                          | 24 июля 1936    | 1 октября 1936                                                                              | военный                              | Председатель Хунты национальной обороны Испании исп. Presidente de la Junta de Defensa Nacional de España | [ 123 ] [ 124 ] |
| —      |                                                                                 | Франсиско Паулино Эрменехильдо Теодуло Франко Баамонде (1892—1975) исп. Francisco Paulino Hermenegildo Teódulo Franco Bahamonde | 1 октября 1936  | 1 апреля 1939                                                                               | военный                              | Глава государства исп. Jefe del Estado                                                                    | [ 125 ] [ 126 ] |
|        | Испанская фаланга традиционалистов и хунт национал-синдикалистского наступления | Франсиско Паулино Эрменехильдо Теодуло Франко Баамонде (1892—1975) исп. Francisco Paulino Hermenegildo Teódulo Franco Bahamonde | 1 октября 1936  | 1 апреля 1939                                                                               |                                      | Глава государства исп. Jefe del Estado                                                                    | [ 125 ] [ 126 ] |

## Испанское государство (1939—1978)
После победы Народного фронта на состоявшихся в феврале выборах выступавшие за усиление национального государства военные 17—18 июля 1936 года совершили путч, который послужил началом гражданской войны, приведшей к падению Второй республики и установлению франкизма. 25 июля поддержавшими восстание высшими офицерами в Бургосе была создана Хунта национальной обороны Испании (исп. Junta de Defensa Nacional de España), принявшая на себя «все полномочия государства» на контролируемой ими территории. Она строилась на основе военной иерархии, где старшим по возрасту и служебному стажу дивизионным генералом являлся Мигель Кабанельяс, ставший её президентом (исп. Presidente de la Junta de Defensa Nacional de España). На следующий день Франсиско Франко был назначен командующим повстанцев на южном фронте, 3 августа введён в состав хунты, а 21 сентября резолюцией членов хунты назначен главой правительства государства и генералиссимусом национальных сухопутных, морских и воздушных сил (исп. Jefe del Gobierno del Estado y Generalísimo de las fuerzas nacionales de tierra, mar y aire). Являясь главнокомандующим операции по перемещению армии из Марокко на Иберийский полуостров, Франко был сильнейшим претендентом на единое командование; 30 сентября ему было присвоено звание генералиссимуса, а 1 октября 1936 года на военном параде в Бургосе он был провозглашён главой государства (исп. Jefe del Estado). На первом этапе были созданы несколько органов управления зоной восстания (исп. zona sublevada, или национальная зона, исп. zona nacional), наиболее близкими к правительственным были функции Технического совета государства (исп. Junta Técnica del Estado), учреждённого 3 октября 1936 года.
Политической основой нового режима стала Испанская фаланга, объединившая одноимённую партию сначала с Хунтами национал-синдикалистского наступления, когда 15 февраля 1934 года была создана Испанская фаланга ХНСН (исп. Falange Española de las Juntas de Ofensiva Nacional Sindicalista), а затем с монархическими традиционалистами, когда 20 апреля 1937 года была создана Испанская фаланга традиционалистов и хунт национал-синдикалистского наступления (исп. Falange Española Tradicionalista y de las Juntas de Ofensiva Nacional Sindicalista).
31 января 1938 года Франко в качестве главы государства занял пост президента правительства (исп. Presidente del Gobierno), оставаясь на нём до 8 июня 1973 года, однако в этом качестве официально не упоминался, поскольку использовался титул каудильо (исп. caudillo, — вождь, предводитель). Прямые выборные процедуры в период франкизма были замещены формированием государственных институтов, включая Национальный совет Движения и видоизменённые кортесы, через систему квот для социальных и профессиональных корпораций. В 1949 году в Испании была восстановлена монархия, каудильо стал регентом престола; законом от 22 июля 1969 года № 62/1969 наследником трона был назначен внук Альфонсо XIII Хуан Карлос де Бурбон-и-Бурбон, для которого создали титул принца Испании (исп. Príncipe de España). После смерти Франсиско Франко с 20 по 22 ноября 1975 года Испанию возглавлял Регентский совет (исп. Consejo de Regencia), обеспечивший вступление на трон принца Испании Хуана Карлоса де Бурбон-и-Бурбона, под тронным именем Хуан Карлос I. На состоявшемся 6 декабря 1978 года референдуме была принята новая Конституция.
|        | Портрет | Имя (годы жизни) | Правление      | Правление       | Партия                                                                          | Наименование титула                    | Пр.              |
| Начало | Портрет | Имя (годы жизни) | Окончание      |                 | Партия                                                                          | Наименование титула                    | Пр.              |
| ------ | ------- | --- | -------------- | --------------- | ------------------------------------------------------------------------------- | -------------------------------------- | ---------------- |
| 24     |         | Франсиско Паулино Эрменехильдо Теодуло Франко Баамонде (1892—1975) исп. Francisco Paulino Hermenegildo Teódulo Franco Bahamonde | 1 апреля 1939  | 20 ноября 1975  | Испанская фаланга традиционалистов и хунт национал-синдикалистского наступления | Глава государства исп. Jefe del Estado | [ 125 ] [ 126 ]  |
| —      |         | | 20 ноября 1975 | 22 ноября 1975  | Регентский совет                                                                | Регентский совет                       | Регентский совет |
| 25     |         | Хуан Карлос I (1938—) исп. Juan Carlos I                                                                                        | 22 ноября 1975 | 29 декабря 1978 | беспартийный                                                                    | Король Испании исп. Rey de España      | [ 140 ] [ 141 ]  |

## Королевство Испания (с 1978)
Переход Испании к демократии (исп. Transición Española) в форме парламентской конституционной монархии занял несколько лет; его завершение относят либо к принятию на состоявшемся 6 декабря 1978 года референдуме новой Конституции (исп. Presidente del Gobierno), либо к провалу попытки государственного переворота 23 февраля 1981 года, либо к победе на выборах 1982 года отрицающей наследие франкизма Испанской социалистической рабочей партии. Национальное движение (исп. Movimiento Nacional, или просто Движение исп. Movimiento), являвшееся социально-политической основой франкизма, и определяющая его идеологию Испанская фаланга традиционалистов и хунт национал-синдикалистского наступления были реструктурированы и лишены имущества королевским указом от 1 апреля 1977 года № 23/1977.
|        | Портрет | Имя (годы жизни)                         | Правление       | Правление    | Династия            | Наименование титула               | Пр.             |
| Начало | Портрет | Имя (годы жизни)                         | Окончание       |              | Династия            | Наименование титула               | Пр.             |
| ------ | ------- | ---------------------------------------- | --------------- | ------------ | ------------------- | --------------------------------- | --------------- |
| (25)   |         | Хуан Карлос I (1938—) исп. Juan Carlos I | 29 декабря 1978 | 19 июня 2014 | Бурбоны исп. Borbón | Король Испании исп. Rey de España | [ 140 ] [ 141 ] |
| 26     |         | Филипп VI (1968—) исп. Felipe VI         | 19 июня 2014    | царствующий  | Бурбоны исп. Borbón | Король Испании исп. Rey de España | [ 143 ] [ 144 ] |

## Коллегиальные органы, осуществлявшие королевскую власть в междуцарствия

### Правительственная хунта (1700—1701)
В период между смертью Карла II (1 ноября 1700 года) и въездом в Мадрид Филиппа V (18 февраля 1701 года) королевские обязанности согласно последней воли Карла II осуществляла Правительственная хунта Королевств Испании и Индий (исп. Junta de Gobierno de los Reinos de España e Indias), состоящая из 9 равноправных членов: вдова Карла II Мария Анна Пфальц-Нейбургская обладала «правом решающего голоса», то есть имела дополнительный голос в случае равенства голосов.
| Портрет | Имя (годы жизни) | Полномочия    | Полномочия      | Наименование должности                                                                | Пр.     |
| Портрет | Имя (годы жизни) | Начало        | Окончание       | Наименование должности                                                                | Пр.     |
| ------- | --- | ------------- | --------------- | ------------------------------------------------------------------------------------- | ------- |
|         | Мария Ана де Бавьера-Необурго-и-Хессе-Дармстадт (1662—1740) исп. María Ana de Baviera-Neoburgo y Hesse-Darmstadt | 1 ноября 1700 | 18 февраля 1701 | Вдовствующая королева Испаний и Индий исп. Reina viuda de las Españas y de las Indias | [ 145 ] |
|         | Луис Мануэль Фернандес де Портокарреро-Боканегра-и-Москосо-Осорио-и-Гусман-Мендоса-и-Луна-и-Портокарреро (1635—1709) исп. Luis Manuel Fernández de Portocarrero-Bocanegra y Moscoso-Osorio y Guzmán Mendoza y Luna y Portocarrero | 1 ноября 1700 | 18 февраля 1701 | Кардинал Портокарреро исп. Cardenal Portocarrero                                      | [ 145 ] |
|         | Фрай Мануэль Ариас-и-Поррес (1638—1717) исп. Fray Manuel Arias y Porres | 1 ноября 1700 | 18 февраля 1701 | Председатель Совета Кастилии исп. Presidente del Consejo de Castilla                  | [ 145 ] |
|         | Фернандо де Монкада-и-Монкада де ла Серда-и-д’Алаго-Эспес (1644—1713) исп. Fernando de Moncada y Moncada de la Cerda y d’Alagó-Espés                                                                                              | 1 ноября 1700 | 18 февраля 1701 | Председатель Совета Арагона исп. Presidente del Consejo de Aragón                     | [ 145 ] |
|         | Фадрике Лоренсо Альварес де Толедо-и-Понсе-де-Леон-Мендоса-и-Альварес-де-Толедо (1635—1705) исп. Fadrique Lorenzo Álvarez de Toledo y Ponce de León Mendoza y Álvarez de Toledo                                                   | 1 ноября 1700 | 18 февраля 1701 | Председатель Совета Италии исп. Presidente del Consejo de Italia                      | [ 145 ] |
|         | Хуан Доминго Мендес де Аро-и-Сотомайор-Фернандес-Гусман-и-Арагон (1640—1716) исп. Juan Domingo Méndez de Haro y Sotomayor y Fernández Guzmán y Aragón                                                                             | 1 ноября 1700 | 18 февраля 1701 | Председатель Совета Фландрии исп. Presidente del Consejo de Flandes                   | [ 145 ] |
|         | Родриго Мануэль Фернандес Манрике де Лара-и-Рамирес-де-Арельяно-Мендоса-и-Альварадо (1638—1717) исп. Rodrigo Manuel Fernández Manrique de Lara y Ramírez de Arellano Mendoza y Alvarado                                           | 1 ноября 1700 | 18 февраля 1701 | Председатель Государственного совета исп. Presidente del Consejo de Estado            | [ 145 ] |
|         | Бальтазар де Мендоса-и-Сандовал-Гусман-и-Рохас (1653—1727) исп. Baltasar de Mendoza y Sandoval Guzmán y Rojas | 1 ноября 1700 | 18 февраля 1701 | Генеральный инквизитор исп. Inquisitor General                                        | [ 145 ] |
|         | Франсиско Казимиро Антонио Пиментель де Киньонес-и-Бенавидес (1655—1709) исп. Francisco Casimiro Antonio Pimentel de Quiñones y Benavides                                                                                         | 1 ноября 1700 | 18 февраля 1701 | Граф Бенавенте исп. Conde de Benavente                                                | [ 145 ] |

### Регентский совет (1975)
В период между смертью главы государства Франсиско Франко (20 ноября 1975 года) и принесением присяги Хуана Карлоса I в качестве короля Испании (22 ноября 1975 года) исполнительную власть согласно Органическому закону государства от 11 января 1967 года осуществлял Регентский совет (исп. Consejo de Regencia), состоящий из трёх членов: Алехандро Родригеса де Валькарселя-и-Небреды (председателя кортесов), Педро Кантеро Куадрадо (советника королевства) и Анхеля Саласа Ларрасабаля (генерал-лейтенанта).
| Портрет | Имя (годы жизни)                                                                                        | Полномочия     | Полномочия     | Наименование должности                                       | Пр.     |
| Портрет | Имя (годы жизни)                                                                                        | Начало         | Окончание      | Наименование должности                                       | Пр.     |
| ------- | --- | -------------- | -------------- | ------------------------------------------------------------ | ------- |
|         | Алехандро Родригес де Валькарсель-и-Небреда (1917—1976) исп. Alejandro Rodríguez de Valcárcel y Nebreda | 20 ноября 1975 | 22 ноября 1975 | Член Регентского совета исп. Miembro del Consejo de Regencia | [ 147 ] |
|         | Педро Кантеро Куадрадо (1902—1978) исп. Pedro Cantero Cuadrado                                          | 20 ноября 1975 | 22 ноября 1975 | Член Регентского совета исп. Miembro del Consejo de Regencia | [ 148 ] |
|         | Анхель Салас Ларрасабаль (1906—1994) исп. Ángel Salas Larrazábal                                        | 20 ноября 1975 | 22 ноября 1975 | Член Регентского совета исп. Miembro del Consejo de Regencia | [ 149 ] |